# Graciela Castillo
Graciela Castillo (nacida en 1940 en Córdoba, Argentina) es una compositora y ejecutante de música electroacústica. A mediados de la década de los años 1960, Graciela Castillo ya figuraba en el grupo de compositores que crearon el Centro de Música Experimental en la Universidad Nacional de Córdoba. Compuso música en dicho centro, y posteriormente se desempeñó como profesora de composición y análisis de música en la citada Universidad Nacional.

## Trabajos de la autora
- Concreción 65, música concreta en cinta, 1965.[7]
- Y así era, grabación en cinta, 1982.[7]
- Diálogos, para dos voces, radios, máquinas de escribir y percusión, 1965.[7]
- Homenaje a Eliot, trabajo abierto para voces, sonidos concretos, y acciones de teatro musical, ambos en 1965.[7]
- Colores y masas, música concreta concebida para pinturas de José De Monte, 1966.[7]
- Estudio sobre mi voz, grabación en cinta, 1967.[7]
- Estudio sobre mi voz II, grabación en cinta, 1967.[7]
- Tres estudios concretos, grabación en cinta, 1967.[7]
- El Pozo, versión original para voces, dos instrumentos de viento, y percusión, 1968.[7]
- Memorias, serie de tres piezas electroacústicas para cinta ("La casa grande", "Memorias", y "Memorias II"), 1991.[7]
- Tierra, grabación en cinta, 1994.[7]
- Iris en los espejos, grabación en cinta, 1996.[7]
- Iris en los espejos II, para piano, teclados, y sonidos procesados, 1996.[7]
- De objetos y desvíos, grabación en cinta, 1998–99.[7]
- Los 40 pianos de San Francisco, para piano preparado y sonidos procesados, 1999.[7]
- Alma mía, grabación en cinta, 2000.[7]
- Ofrenda, para flauta y sonidos procesados, 2001.[7]
- Ofrenda II, para flauta y sonidos procesados, 2001.[7]
- Retorno al fuego, grabación en cinta, 2002.[7]
- La vuelta (Tango), grabación en cinta, 2002.[3][7]

## Documentación de consulta
- [Beltramino-2003]  Fabián Beltramino, La relación del público con la música electroacústica, Instituto Gino Germani, Facultad de Ciencias Sociales, Universidad de Buenos Aires, 2003.[8]

- [Berenguer-1974]  José Berenguer, Introducción a la música electroacústica, Fernando Torres, 1974, 116 páginas.[9]

- [Eimert-1973]  Herbert Eimert, ¿Qué es la música electrónica?, Nueva Visión, 1973, 136 páginas.[10]

- [Fubini-1999]  Enrico Fubini, La estética musical desde la Antigüedad hasta el siglo XX, Alianza, 1999, 569 páginas.[11]

- [Paz-1971]  Juan Carlos Paz, Introducción a la música de nuestro tiempo, Editorial Sudamericana, 1971, 659 páginas.[12]

- [Roldan-2001]  Valdemar Axel Roldan, Grove Music Online: Castillo, Graciela, composer, teacher, sitio digital 'Oxford Indec / Oxford University Press', 2001.[13]